# Хенрик Ревентлов
Хенрик Ревентлов (на немски: Henrik Reventlow; *31 октомври 1638 в имението С/Затиевитц, Шлезвиг-Холщайн; † вер. 8 февруари 1677) е благородник от род Ревентлов, господар на Бинебек в Шлезвиг-Холщайн.
Той е вторият син (от 12 деца) на датския таен съветник и канцлер Детлеф Ревентлов (1600 – 1664) и съпругата му Кристина фон Рантцау (1618 – 1688), дъщеря на Хенрик фон Рантцау-Нойхауз († 1620) и Катарина Кайздатер фон Рантцау-Ханерау (1590 – 1655).
Брат е на Конрад фон Ревентлов (1644 – 1708), който е от 1673 г. граф, датски премиер-министър и канцлер, и на Детлев фон Ревентлов (1654 – 1701), който се жени на 18 ноември 1676 г. за Доротея фон Алефелдт (1648 – 1720), по-малката сестра на съпругата му Магдалена Кристина фон Алефелдт-Бинебек.
Хенрик Ревентлов купува Бинебек през 1671 г. от Фредерик фон Алефелдт. Той става ритмайстер и участва в битката при Лунд на 4 декември 1676 г., когато е тежко ранен. На 8 февруари 1677 г. той е свидетел в процеса в „случия Зандберг“ и умира вероятно същия ден.

## Фамилия
Хенрик Ревентлов се жени за Магдалена Кристина фон Алефелдт-Бинебек (* 7 септември 1644; † 5 декември 1720), дещеря на Хенрик фон Алефелдт (1619 – 1702) и Катарина фон Алефелдт (1624 – 1708). Те имат една дъщеря:
- Елизабет Кристина Ревентлов († 1721), омъжена I. за Кай фон Тинен (* 10 януари 1656; † 16 декември 1701), II. 1708 г. за Вулф VIII фон Брокдорф, линия Ньоер (* 28 януари 1651; † 19 юли 1732)